# أوتش تبة كرد
أوتش تبة كرد هي قرية في مقاطعة مياندوآب، إيران. عدد سكان هذه القرية هو 1,338 في سنة 2006.